# Manuel Ángel Couto
Manuel Ángel Couto (Cotobad, 1807-Caldas de Reyes, 1861) fue un periodista español.

## Biografía
Periodista demócrata y revolucionario, nació en 1807 en la localidad pontevedresa de Río Tenorio, perteneciente al municipio de Cotobad. Fue redactor de Las Musas del Lerez (1842), primer periódico de Pontevedra, La Distracción (1852), El Ferrocarril (1853), El País (1857), La Perseverancia (1859) y El Esquilón (1861). Couto, que falleció el 1 de abril de 1861 en Caldas de Reyes, firmó escritos con el seudónimo "Fray Gustavo de la Fe".